# ألبيس
ألبيس هي سلسلة من التلال تقع في كانتون زيورخ في سويسرا، وتمتد لنحو 19 كم من سيلبروغ في الجنوب إلى فالديغ قرب زيوريخ في الشمال.

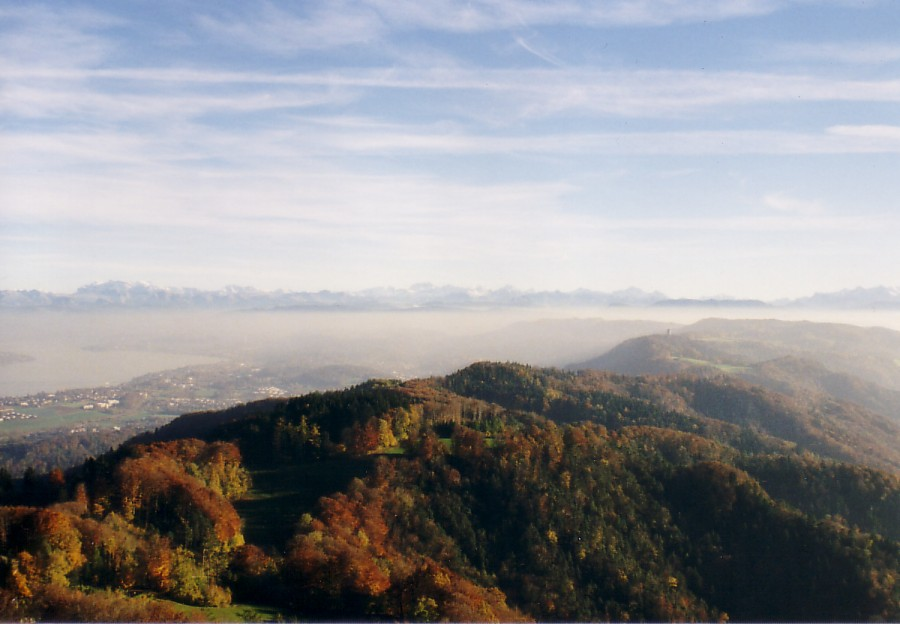
ألبيس